# 九龍公園
九龍公園（Kowloon Park、カウロンこうえん）は、香港・油尖旺区の九龍にある都市公園である。駐香港イギリス軍用地の跡地に1970年に開設された。

繁華街の中にありながら約13haの面積を持つ。朝方には太極拳や剣舞・中国将棋を楽しむ人々の姿が見られる、中華圏ではごくありふれた公園である。噴水広場や中華庭園・野鳥園・展望台などが点在している。
夏季にはプールも楽しむことができるなど各種施設の整備も行き届いている。散歩をするには最適で、見どころも多いため観光客にも高い評価を得ている。